# Jun Aoyama
Jun Aoyama (jap. 青山 隼, Aoyama Jun; * 3. Januar 1988 in der Präfektur Miyagi) ist ein ehemaliger japanischer Fußballspieler.

## Karriere

### Verein
Aoyama erlernte das Fußballspielen in der Jugendmannschaft von Nagoya Grampus Eight. Seinen ersten Vertrag unterschrieb er 2006 bei Nagoya Grampus Eight (Nagoya Grampus). Der Verein spielte in der höchsten Liga des Landes, der J1 League. 2008 wechselte er zum Zweitligisten Cerezo Osaka. Für den Verein absolvierte er 14 Spiele. 2009 wechselte er zum Ligakonkurrenten Tokushima Vortis. Für den Verein absolvierte er 63 Spiele. 2011 wechselte er zum Erstligisten Urawa Reds. 2011 erreichte er das Finale des Kaiserpokal. 2012 kehrte er nach Tokushima Vortis zurück. 2013 stieg der Verein in die J1 League auf. Am Ende der Saison 2014 stieg der Verein in die J2 League ab. Für den Verein absolvierte er 59 Spiele. Im Juli 2015 beendete er seine Karriere als Fußballspieler.

### Nationalmannschaft
Mit der japanischen U20-Nationalmannschaft qualifizierte er sich für die Junioren-Fußballweltmeisterschaft 2007.

## Erfolge
Urawa Reds
- J.League Cup

Finalist: 2011